# Erin Dance
 (avril 2025).
Si vous disposez d'ouvrages ou d'articles de référence ou si vous connaissez des sites web de qualité traitant du thème abordé ici, merci de compléter l'article en donnant les références utiles à sa vérifiabilité et en les liant à la section « Notes et références ».
Erin Dance est une joueuse canadienne de rugby à XV, née le 24 octobre 1974, de 1,65 m pour 60 kg, occupant le poste de demi de mêlée aux Montreal Barbarians.

## Palmarès
(au 20.01.2025)
- 25 sélections en Équipe du Canada de rugby à XV féminin[1]
- participation à la Coupe du monde féminine de rugby à XV 2002, 2006.
- demi-finaliste et 4e place à la Coupe du monde féminine de rugby à XV 2002, 2006.